# Бриген (Лајне)
Бриген (њем. Brüggen) општина је у њемачкој савезној држави Доња Саксонија. Једно је од 40 општинских средишта округа Хилдесхајм. Према процјени из 2010. у општини је живјело 951 становника. Посједује регионалну шифру (AGS) 3254009.

## Географски и демографски подаци
Бриген се налази у савезној држави Доња Саксонија у округу Хилдесхајм. Општина се налази на надморској висини од 94 метра. Површина општине износи 12,2 km². У самом мјесту је, према процјени из 2010. године, живјело 951 становника. Просјечна густина становништва износи 78 становника/km².